# باتريك والش (سياسي أمريكي)
باتريك والش (بالإنجليزية: Patrick Walsh)‏ هو فلاح وسياسي أمريكي، ولد في 22 يوليو 1830، وتوفي في 19 مارس 1888. حزبياً، نشط في الحزب الديمقراطي. وقد انتخب عضو جمعية ولاية ويسكونسن وانتخب عضو مجلس ولاية ويسكونسن.